# Нілов Ярослав Євгенович
Ярослав Євгенович Нілов (рос. Ярослав Евгеньевич Нилов (нар. 20 березня 1982 року, Кишинів, Молдавська РСР) — російський політик. Голова комітету Держдуми з праці, соціальної політики і справ ветеранів з 5 жовтня 2016 року.
Депутат Державної Думи Російської Федерації V, VI i VII VIII скликань.

## Біографія
Народився 20 березня 1982 року в місті Кишиневі Молдавської РСР. 
У 2005 році закінчив Московський енергетичний інститут (технічний університет) за фахом «обчислювальні машини, комплекси, системи та мережі». 
У 2014 році пройшов професійну перепідготовку в Російській академії народного господарства і державної служби при Президенті Російської Федерації (проектне управління в сфері державних послуг) в рамках підготовки вищого рівня резерву управлінських кадрів.
Будучи учнем, брав участь в організації політичного клубу в школі і запросив на одне з його засідань лідера ЛДПР Володимира Жириновського. Вступив в ЛДПР в 1997 році, після чого створив молодіжну організацію ЛДПР в м. Люберці Московської області.
У 1998–2003 роках був помічником В. В. Жириновського на громадських засадах, займався громадською роботою, створив молодіжну громадську організацію «Центр підтримки молодіжних ініціатив». 
У 2003–2007 роках був помічником В. В. Жириновського, який у цей період займав пост заступника голови Державної думи. 
З 2007 року по липень 2011 року — керівник секретаріату заступника голови Державної думи В. В. Жириновського. 
З липня 2011 року — депутат Державної думи V скликання, з грудня 2011 року — депутат Державної думи VI скликання.
У період з січня по травень 2012 року — був першим заступником голови Комітету Державної думи з регіональної політики та проблем Півночі і Далекого Сходу. 
У Держдумі VI скликання з 16 травня 2012 року був головою Комітету Державної думи у справах громадських об'єднань і релігійних організацій, в Держдумі VII скликання очолює Комітет з праці, соціальної політики та у справах ветеранів.
Член Вищої Ради ЛДПР. Дійсний Державний Радник Російської Федерації 3 класу. 
З 2007 року включений в Федеральний резерв управлінських кадрів.
У березні 2016 року Володимира Жириновський назвав Нілова одним зі своїх можливих наступників.

### VII скликання (2016-2021)
У червні 2016 року Нілова було висунуто у складі списку ЛДПР на виборах до Держдуми VII скликання. Вибори відбувалися за змішаною виборчою системою. Входив до федеральної частини списку ЛДПР, у якій було 10 кандидатів. Йшов четвертим після Жириновського, Лебедєва, Слуцького. За підсумками виборів, що відбулися 18 вересня 2016 року, отримав мандат.
5 жовтня 2016 року на першому засіданні Держдуми VII скликання обраний головою комітету з питань праці, соціальної політики та у справах ветеранів.

### VIII скликання (2021-2026)
У червні 2021 року Нілова було висунуто у складі списку ЛДПР на виборах до Держдуми VIII скликання. Вибори відбувалися за змішаною виборчою системою. Входив до федеральної частини списку ЛДПР, у якій було 15 кандидатів. Йшов четвертим після Жириновського, Слуцького, Каргінова. За підсумками виборів, що відбулися 17-19 вересня 2021 року, отримав мандат.
Із 7 жовтня 2021 року - заступник керівника фракції ЛДПР Володимира Жириновського. Член фракції ЛДПР. 
12 жовтня 2021 року обрано головою комітету Держдуми з питань праці, соціальної політики та у справах ветеранів.

## Санкції
23 лютого 2022 року, на тлі вторгнення Росії в Україну, занесений до списку санкцій Євросоюзу, оскільки "підтримував і проводив дії та політику, які підривають територіальну цілісність, суверенітет і незалежність України, які ще більше дестабілізують Україну".
Пізніше, за аналогічними підставами, внесений до санкційних списків США, Великої Британії, Канади, Швейцарії, Австралії, Японії, України та Нової Зеландії.

### Розслідування
Був одним із депутатів Держдуми РФ, хто 22 лютого 2022 року підтримав ратифікацію "договору про дружбу, співробітництво та взаємну допомогу" між Росією й терористичними угрупованнями ЛНР та ДНР. У листопаді 2023 року заочно засуджений українським судом до 15 років позбавлення волі.

## Сім'я
Одружений. Виховує сина.